# Hermann Schreiber (Journalist)
Hermann Schreiber (* 9. August 1929 in Ludwigshafen am Rhein; † 12. April 2020) war ein deutscher Journalist, Autor und Moderator.

## Leben
Sein Vater war Bezirksdirektor einer Versicherungsgesellschaft in Ludwigshafen. Nach seinem Abitur am Eberhard-Ludwigs-Gymnasium Stuttgart absolvierte er eine Ausbildung zum Journalisten beim Staatsanzeiger für Württemberg-Baden. 1952 erhielt er eine erste Anstellung als Redakteur und Reporter bei der Stuttgarter Zeitung und war dort zuletzt als Sonderkorrespondent tätig.
1964 ging er als Reporter zum Nachrichtenmagazin Der Spiegel und wurde dort zum 1. Juli 1967 „geschäftsführender Spiegel-Redakteur“. Für seine Spiegel-Reportage im Jahre 1966 mit dem Titel Ich werde versuchen zu vergessen über US-Soldaten im Vietnamkrieg wurde er 1966 mit dem Theodor-Wolff-Preis geehrt.

Weitergehende Bekanntheit erlangte Schreiber 1970 durch seine Beschreibung des Kniefalls von Warschau mit den Worten: 
„Dann kniet er, der das nicht nötig hat, da für alle, die es nötig haben, aber nicht da knien – weil sie es nicht wagen oder nicht können oder nicht wagen können. Dann bekennt er sich zu einer Schuld, an der er selber nicht zu tragen hat, und bittet um eine Vergebung, derer er selber nicht bedarf. Dann kniet er da für Deutschland.“
1979 wechselte er zu Gruner + Jahr, zur Zeitschrift GEO, wo er bis 1987 die Funktion des Chefreporters ausübte. Danach hatte er bis 1992 die Position des GEO-Chefredakteurs inne.
Schreiber veröffentlichte zahlreiche Bücher zu politischen und gesellschaftlichen Themen, darunter Kanzlersturz, Die Krise in der Mitte des Lebens sowie Biographien von u. a. Willy Brandt, Gustav Heinemann, Philip Rosenthal und Henri Nannen. Letzterer berief Schreiber 1977 auch in die Jury des Egon-Erwin-Kisch-Preises.
Zwischen 1979 und 1993 war Schreiber regelmäßig einer der Moderatoren der NDR Talk Show. In den Spielfilmen Drei Schwestern made in Germany (2006) und Die Frau, die im Wald verschwand (2009) von Oliver Storz übernahm er eine Rolle als Schauspieler.

## Privates
In erster Ehe war er seit 1951 mit der Buchautorin Marion Schreiber-Kellermann (* 1920) verheiratet. Den Lebensabend verbrachte er gemeinsam mit seiner Frau Jutta Temme in Munkmarsch auf Sylt; sein Erstwohnsitz befand sich in Hamburg.

## Werke (Auswahl)
- 1969 Gustav Heinemann, Bundespräsident. Fischer-Bücherei, Frankfurt/Main.
- 1970 Willy Brandt. ECON, Düsseldorf.
- 1978 Die Krise in der Mitte des Lebens = Midlife crisis. Lübbe, Bergisch Gladbach 1978, ISBN 3-404-00887-1.
- 1979 Bundeskanzleramt: Haust so die Macht? In: Geo-Magazin. Hamburg 1979, 12, ISSN 0342-8311, S. 36–60 (informativer Erlebnisbericht).
- 1980 Boeing-Werke: Szenen aus 2001. In: Geo-Magazin. Hamburg 1980, 5, ISSN 0342-8311, S. 104–124 (informativer Erlebnisbericht).
- 1980 Wer nicht mehr forscht hat ein bequemes Leben. In: Geo-Magazin. Hamburg 1980, 5, ISSN 0342-8311, S. 154, 155 (Forum: Experten aus Wissenschaft, Politik und Wirtschaft diskutieren über die deutsche Forschung).
- 1980 Die Rosenthal-Story. ECON, Düsseldorf.
- 1986 Werkstatt Bayreuth. Knaus, München.
- 1991 Islam. Gruner und Jahr, Hamburg.
- 1996 Das gute Ende. Wider die Abschaffung des Todes. Rowohlt, Reinbek bei Hamburg, ISBN 3-498-06301-4.
- 1999 Henri Nannen. C. Bertelsmann, München, ISBN 978-3-570-00196-7 (2001 auch als Taschenbuch im Goldmann-Verlag mit der ISBN 978-3-442-15132-5).
- 2005 Kanzlersturz. Warum Willy Brandt zurücktrat. Ullstein, Berlin, ISBN 3-548-36726-7.
- 2009 Kapitalist mit Gemeinsinn. Ed. Körber-Stiftung, Hamburg
- 2010 Sylt. Eine Luftbildreise. Fotos von Michael Zapf. Ellert & Richter, Hamburg, ISBN 978-3-8319-0412-9.
- 2011 Stille Winkel auf Sylt. Ellert & Richter, Hamburg, ISBN 978-3-8319-0428-0

## Filmografie
- 2006: Drei Schwestern made in Germany (Fernsehfilm) – Regie: Oliver Storz
- 2009: Die Frau, die im Wald verschwand (Fernsehfilm) – Regie: Oliver Storz